# Évry (Essonne)
Évry is een plaats en voormalige gemeente in het Franse departement Essonne in de regio Île-de-France en telt 49.437 inwoners (1999).

## Geschiedenis
Tot in de jaren 1950 was het een landelijk dorp met een paar duizend inwoners. In 1965 werd Évry de prefectuur van het nieuw opgerichte departement Essonne. Sindsdien ontwikkelde het zich snel tot een van de belangrijkste steden aan de zuidkant van de Parijse agglomeratie. Het is de zetel van talrijke bedrijven, onderzoekscentra en onderwijsinstellingen en één groot toneel van nieuwbouw. Zo heeft Évry de enige Franse kathedraal die in de twintigste eeuw is gebouwd, een cilindervormige constructie in baksteen van de Zwitserse architect Mario Botta. Sinds 1989 is Évry immers de zetel van het katholieke bisdom Évry-Corbeil-Essonnes.
De gemeente vormde tussen 1983 en 2001 met Bondoufle, Courcouronnes en Lisses een zogenaamde ville nouvelle. 
Évry was verdeeld over de kantons Évry-Nord en -Sud tot deze op 22 maart 2015 werden opgeheven en met Évry en de buurgemeente Courcouronnes het huidige kanton Évry werd gevormd. Op 1 januari 2019 fuseerden deze gemeenten tot de commune nouvelle Évry-Courcouronnes.

## Geografie
De oppervlakte van Évry bedraagt 8,3 km², de bevolkingsdichtheid is 5956,3 inwoners per km².
De onderstaande kaart toont de ligging van Évry (Essonne) met de belangrijkste infrastructuur en aangrenzende gemeenten.

## Onderwijs
- École nationale supérieure d'informatique pour l'industrie et l'entreprise
- École nationale supérieure des mines de Paris
- Institut Mines-Télécom Business School
- Universiteit Évry-Val-d'Essonne

## Demografie
Onderstaande figuur toont het verloop van het inwonertal (bron: INSEE-tellingen).

## Partnersteden
- Nowy Targ (Polen)

## Geboren
- Medhi Benatia (1987), Marokkaans voetballer
- Clément Parisse (1993), langlaufer
- Romaric Yapi (2000), voetballer
- Warren Bondo (2003), voetballer